# James A. Mulligan

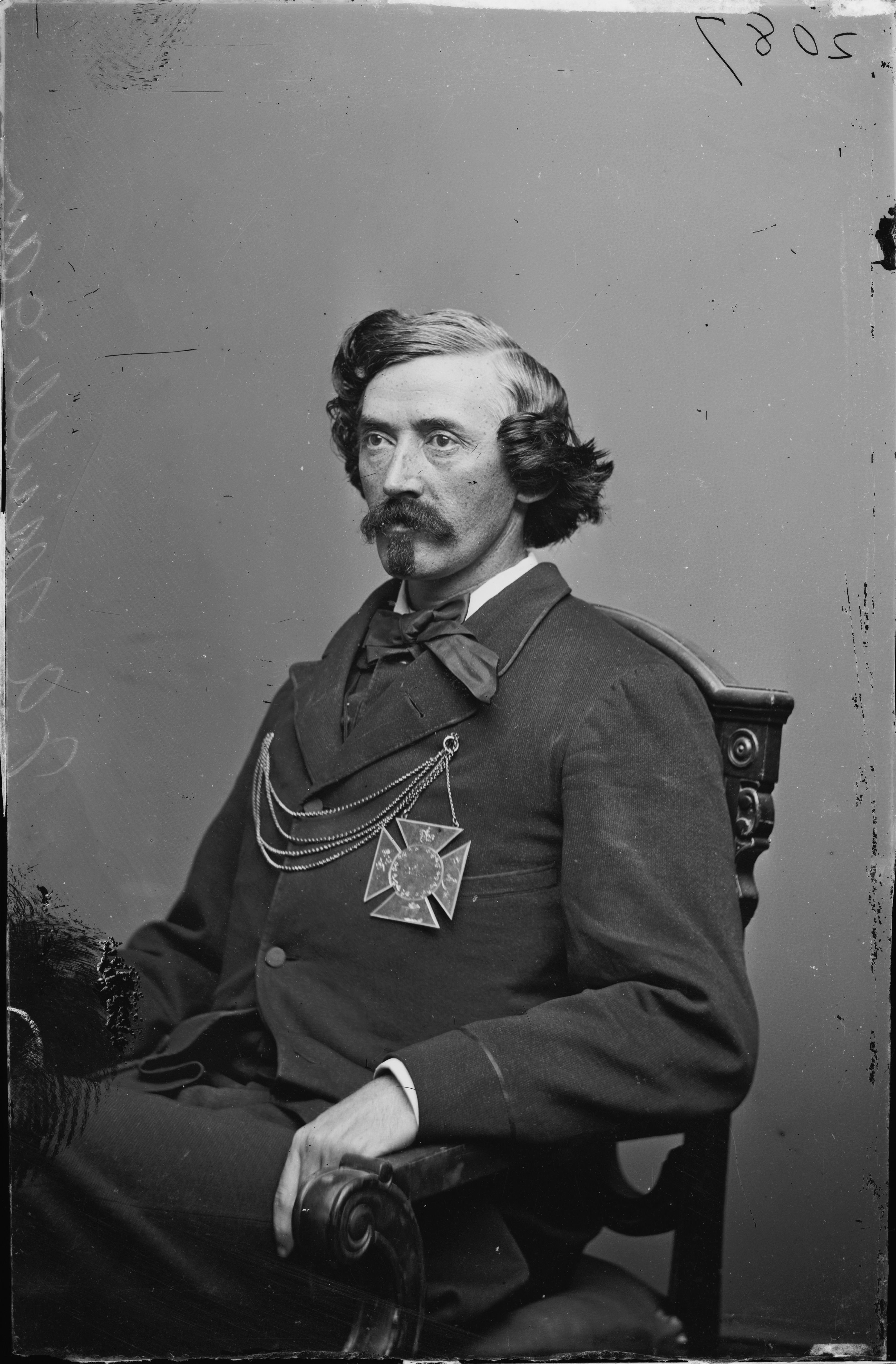
James A. Mulligan

James A. Mulligan (ur. 1829 w Utica w stanie Nowy Jork, zm. 24 lipca 1864 w Kernstown w stanie Wirginia) – generał-brygadier i dowódca oddziałów ochotniczych w armii Unii w czasie amerykańskiej wojny secesyjnej. Dowodził wojskami federalnymi podczas I bitwy pod Lexington w stanie Missouri, a następnie wyróżnił się w wielu bitwach na wschodnim teatrze operacji tej wojny, zanim poniósł śmierć na polu bitwy.

## Młodość
Urodził się w roku 1829 w miejscowości Utica w stanie Nowy Jork. Jego rodzice przybyli z Irlandii. Ojciec zmarł, gdy był jeszcze dzieckiem, a matka poślubiła Michaela Lantry’ego z Chicago i przeprowadziła się tam wraz z synem, który za kilka lat został zapisany do katolickiej szkoły na północnych przedmieściach metropolii. W latach 1852–1854 Mulligan zapoznawał się z podstawami prawa w kancelarii Issacka Arnolda, kongresmena z tego miasta. Wstąpił do palestry w roku 1856, jednocześnie uzyskując stopień podporucznika w ochotniczej formacji „Chicago Shield Guards”.
Mulligan został opisany w gazecie Detroit Free Press jako mężczyzna „ponad sześciu stóp wzrostu, prosty jak trzcina, silny i muskularny, ze szczerą celtycką twarzą o ciemnych oczach okoloną długimi, połyskliwymi włosami nieco przyprószonymi siwizną, ciemnymi, sumiastymi wąsami, i obdarzoną przenikliwym spojrzeniem orła”.

## Udział w wojnie
Na samym początku wojny secesyjnej Mulligan utworzył 23 Ochotniczy Pułk Piechoty Illinois in 1861, który mieszkańcy Chicago nazywali zwykle „Brygadą Irlandzką” (nie należy mylić z jednostką o tej nazwie z Nowego Jorku). Podstawą formowania jednostki była „Chicago Shield Guards”. We wrześniu 1861 roku poprowadził swoje oddziały do Lexington (Missouri), bowiem istniała uzasadniona obawa, że prokonfederacka Gwardia Stanowa Missouri dowodzona przez generała-majora Sterlinga Price’a zamierza zająć to miasto dla Konfederacji.
I bitwa pod Lexington, czasami nazywana „oblężeniem Lexington” lub „bitwą zza bel konopi”, rozpoczęła się 13 września 1861 roku, kiedy to 12 500 zaprawionych w boju żołnierzy Gwardii Stanowej Missouri rozpoczęło oblężenie niewielkich sił Mulligana (zaledwie 3500) okopanych wokół starej szkoły masońskiej. 18 września armia Price’a rozpoczęła szturm generalny na umocnienia Mulligana, ale bez skutku. Przez cały następny dzień artyleria konfederatów prowadziła wyniszczający ogień. Wreszcie 20 września wojska Price’a – używając nasiąkniętych wodą bel konopi jako ruchomych przedpiersi – ruszyły w górę stoku, na szczycie którego była ostatnia linia obronna Mulligana. O godz. 14 Mulligan skapitulował. Straty obu stron w tej bitwie wyniosły 64 zabitych i 192 rannych. Price był podobno tak zachwycony umiejętnościami i postawą Mulligana, że zaofiarował mu wolność oraz powóz, konia i eskortę do najbliższych posterunków wojsk Unii.
Od sierpnia do grudnia 1863 roku Mulligan nadzorował budowę Fortu Mulligan, fortyfikacji ziemnych w hrabstwie Grant w stanie Wirginia Zachodnia. Konfederacki generał Jubal Early wyraził uznanie dla umiejętności Mulligana, gdy zajął fort w roku 1864. Fort przetrwał po dziś dzień i – jako jeden z najlepiej zachowanych przykładów sztuki fortyfikacyjnej tamtych czasów – stanowi ważną atrakcję turystyczną.
3 lipca 1864 roku Mulligan odznaczył się w bitwie pod Leetown w Wirginii, toczonej w i wokół tej miejscowości przez siły unijne pod dowództwem gen. Franza Sigela i konfederackie gen. Jubala Early’ego. Wojska federalne wycofywały się wobec niepowstrzymanego natarcia Early’ego w górę doliny Shenandoah w trakcie jego drugiej kampanii. Chcąc zyskać czas na przegrupowanie wojsk i zdobycie niezbędnego zaopatrzenia, Sigel kazał Mulliganowi trzymać Leetown jak długo się da. Pułkownik miał do dyspozycji jedynie dwa pułki piechoty (w tym swój stary 23. pułk z Illinois), 5 armat i 1000 spieszonych kawalerzystów; przed sobą miał sześć konfederackich dywizji piechoty, pięć brygad kawalerii i trzy bataliony artylerii. Powiedziano mu, że na wsparcie nie ma co liczyć; miał się utrzymać tak długo, jak się da, a następnie cofać się do swoich możliwie najwolniej, by umożliwić innym oddziałom Unii wycofanie i koncentrację.
Bitwa rozpoczęła się o godz. 6.00 3 lipca atakiem kawalerii konfederatów. Mimo ogromnej przewagi nieprzyjaciela Mulligan potrafił zatrzymać główne siły Early’ego pod Leetown przez cały dzień, zanim zaczął niezwykle powolny odwrót, cały czas walcząc z następującymi oddziałami konfederatów. To dało dowódcom wojsk Unii czas, by przygotować się na uderzenie przeciwnika w dolinie.

## Śmierć
24 lipca 1864 roku Mulligan dowodził swymi ludźmi w czasie II bitwy pod Kernstown, w pobliżu Winchester w stanie Wirginia. Późnym popołudniem siły konfederackie gen. Johna Gordona zaatakowały 1800 żołnierzy Mulligana od strony kościoła Opequon. Mulligan przez krótki czas powstrzymał natarcie, ale konfederacki generał-major John C. Breckinridge, były wiceprezydent USA, poprowadził morderczy w skutkach dla Irlandczyków atak od wschodu, podczas gdy strzelcy gen. Stephena Ramseura uderzyli na prawe skrzydło Mulligana od zachodu. W tej sytuacji, otoczony z trzech stron Mulligan musiał dać rozkaz do odwrotu. W chwili, gdy ponaglał swych ludzi rozkazami stojąc wyprostowany w siodle, ranił go śmiertelnie konfederacki strzelec wyborowy. Żołnierze chcieli wynieść go z pola bitwy, ale ogień konfederatów był tak gęsty, że okazało się to niemożliwe. Mulligan był przytomny i zdawał sobie sprawę z powagi sytuacji, w związku z czym powiedział: „zostawcie mnie, ratujcie sztandar”. Ostatecznie Mulligan został ujęty przez nieprzyjaciół, którzy złożyli go w pobliskim domostwie, gdzie zmarł w dwa dni później.
Został pochowany na Kalwaryjskim Cmentarzu Katolickim w Chicago.